# Junpei Morishita
Junpei Morishita (jap. 森下純平, Morishita Junpei; * 5. April 1990) ist ein ehemaliger japanischer Judoka. Er war 2010 Weltmeister im Halbleichtgewicht, der Gewichtsklasse bis 66 Kilogramm.

## Sportliche Karriere
Junpei Morishita war 2009 Juniorenweltmeister. Bei den Weltmeisterschaften 2010 in Tokio bezwang er im Viertelfinale den Mongolen Chaschbaataryn Tsagaanbaatar, im Halbfinale den Franzosen Loïc Korval und im Finale den Brasilianer Leandro Cunha. Bei den Asienspielen 2010, die zwei Monate nach den Weltmeisterschaften in Guangzhou ausgetragen wurden, unterlag er im Halbfinale dem Südkoreaner Kim Joo-jin, erkämpfte aber anschließend eine Bronzemedaille. Anfang Februar 2011 siegte er beim Grand-Slam-Turnier in Paris, eine Woche danach beim Weltcup-Turnier in Budapest. Im Finale der Asienmeisterschaften in Abu Dhabi standen sich im April 2011 Chaschbaataryn Tsagaanbaatar und Junpei Morishita gegenüber und Morishita gewann. Morishitas Siegesserie endete bei den Weltmeisterschaften 2011 in Paris, dort schied er in seinem dritten Kampf gegen Igor Soroca aus der Republik Moldau aus. 2012 belegte er bei den japanischen Meisterschaften den zweiten Platz hinter Masashi Ebinuma. Ebinuma vertrat dann auch Japan bei den Olympischen Spielen 2012. Ende 2012 siegte Junpei Morishita im Finale des Grand-Slam-Turniers in Tokio. 2013 gewann er bei den Ostasienspielen. Nach 2013 war er nicht mehr international aktiv.